# Contea di Wolfe
La contea di Wolfe (in inglese Wolfe County) è una contea dello Stato del Kentucky, negli Stati Uniti. La popolazione al censimento del 2000 era di 7 065 abitanti. Il capoluogo di contea è Campton.